# Термохимия
Термохи́мия — раздел химической термодинамики, в задачу которого входит определение и изучение тепловых эффектов реакций, а также установление их взаимосвязей с различными физико-химическими параметрами. Ещё одной из задач термохимии является измерение теплоёмкостей веществ и установление их теплот фазовых переходов.

## Основные понятия и законы термохимии

### Термохимические уравнения
Термохимические уравнения реакций - это уравнения, в которых около символов химических соединений указываются агрегатные состояния этих соединений или кристаллографическая модификация и в правой части уравнения указываются численные значения тепловых эффектов
Важнейшей величиной в термохимии является стандартная теплота образования (стандартная энтальпия образования). Стандартной теплотой (энтальпией) образования сложного вещества называется тепловой эффект (изменение стандартной энтальпии) реакции образования одного моля этого вещества из простых веществ в стандартном состоянии. Стандартная энтальпия образования простых веществ в этом случае принята равной нулю.
В термохимических уравнениях необходимо указывать агрегатные состояния веществ с помощью буквенных индексов, а тепловой эффект реакции (ΔН) записывать отдельно, через запятую. Например, термохимическое уравнение
4NH3(г) + 3O2(г) → 2N2(г) + 6H2O(ж), ΔН=-1531 кДж
показывает, что данная химическая реакция сопровождается выделением 1531 кДж теплоты, при давлении 101 кПа, и относится к тому числу молей каждого из веществ, которое соответствует стехиометрическому коэффициенту в уравнении реакции. В термохимии также используют уравнения, в которых тепловой эффект относят к одному молю образовавшегося вещества, применяя в случае необходимости дробные коэффициенты.
Тепловой эффект химической реакции равен разности между суммарной энтальпией образования всех продуктов реакции и всех исходных веществ, с учетом стехиометрических коэффициентов (количества молей прореагировавших веществ). То есть, тепловой эффект химической реакции рассчитывается по общему выражению:
ΔH=(∑ΔHпродуктов)-(∑ΔHреагентов)
Таким образом, чем устойчивее продукты реакции и чем выше внутренняя энергия исходных соединений, тем выше тепловой эффект реакции, что является прямым следствием из закона минимума энергии и максимума энтропии. Для расчетов тепловых эффектов реакций в стандартных условиях используют стандартные энтальпии образования соединений, взятые из справочных таблиц.

### Закон Гесса
В основе термохимических расчётов лежит закон Гесса:
Тепловой эффект (∆Н) химической реакции (при постоянных Р и Т) зависит от природы и физического состояния исходных веществ (реагентов) и продуктов реакции и не зависит от направления её протекания.
Следствия из закона Гесса:
1. Тепловые эффекты прямой и обратной реакций равны по величине и противоположны по знаку.
2. Тепловой эффект химической реакции (∆Н) равен разности между суммой энтальпий образования продуктов реакции и суммой энтальпий образования исходных веществ, взятых с учётом коэффициентов в уравнении реакции (то есть помноженные на них).
3. С термохимическими уравнениями (если термические эффекты приведены для одних и тех же условий) можно оперировать точно так же, как с обычными алгебраическими уравнениями[1]: в уравнениях реакций можно переносить члены из одной части в другую, сокращать формулы химических соединений, уравнения можно складывать, вычитать одно из другого, умножать на постоянные коэффициенты и т. д.[2], не забывая о том, что складываемые, вычитаемые или сокращаемые вещества должны находиться в одинаковом агрегатном состоянии[3].

Закон Гесса может быть записан в виде следующего математического выражения:
{\displaystyle \Delta H^{\theta }=\Sigma (\Delta H_{f~products}^{\theta })-\Sigma (\Delta H_{f~reactants}^{\theta })}.
С помощью закона Гесса можно рассчитать энтальпии образования веществ и тепловые эффекты реакций, которые невозможно измерить экспериментально.

### Закон Кирхгофа
Закон Кирхгофа устанавливает зависимость теплового эффекта химической реакции от температуры: температурный коэффициент теплового эффекта химической реакции равен изменению теплоёмкости системы в ходе реакции. Закон Кирхгофа лежит в основе расчёта тепловых эффектов при разных температурах.

### Методы термохимии
Основными экспериментальными методами термохимии являются калориметрия, дифференциальный термический анализ, дериватография.